# Internationale Organisation (Völkerrecht)
Eine Internationale Organisation oder zwischenstaatliche Organisation (englisch intergovernmental organization, IGO) im völkerrechtlichen Sinne ist ein Zusammenschluss von mindestens zwei Staaten oder anderen Völkerrechtssubjekten, der auf Dauer angelegt ist, sich in der Regel über nationale Grenzen hinweg betätigt und überstaatliche Aufgaben erfüllt. Wesentliches Merkmal einer solchen Organisation ist, dass sie mindestens ein Organ hat, durch das sie handelt. Im Jahr 2006 waren weltweit etwa 38.000 Organisationen tätig, jährlich kommen ca. 1.200 neue hinzu. Prominente Beispiele sind die Vereinten Nationen und die Europäische Union.
Von den internationalen bzw. zwischenstaatlichen Organisationen im Sinne des Völkerrechts sind die internationalen Nichtregierungsorganisationen (INGO) abzugrenzen, die in den Sozialwissenschaften ebenfalls als Internationale Organisationen bezeichnet werden. Im Unterschied zu den IGOs besteht hier nur ein Zusammenschluss nationaler Vereine, nicht von Staaten.

## Geschichte
Das Konzept der Internationalen Organisationen in ihrer heutigen Gestalt hat sich insbesondere nach dem Ende des Zweiten Weltkrieges entwickelt. Mit dem rasanten zivilisatorischen Fortschritt in den Folgejahren stieg das zwingende Bedürfnis der Staaten zu einer immer engeren und komplexeren Zusammenarbeit auf nahezu allen Gebieten menschlichen Wirkens. Internationale Organisationen übernehmen hierbei fundamentale und vielfältige Aufgaben.
Die Anfänge dieser Zusammenarbeit reichen bis auf den Wiener Kongress von 1815 zurück. Die restaurativen Bestrebungen der teilnehmenden Staaten fanden ihren Ausdruck auch und insbesondere in der Erkenntnis, gemeinsame Interessen nur durch gemeinsames Handeln effizient durchsetzen zu können. Eines der bedeutendsten Ergebnisse des Kongresses in dieser Hinsicht war die Gründung der Zentralkommission für die Rheinschifffahrt, die – wenn auch mit mehrfacher Änderung ihrer Rechtsgrundlage – bis heute arbeitet. Sie ist damit nicht nur die erste, sondern auch die älteste Internationale Organisation der Geschichte.
Eine erste Blütezeit erfuhren Internationale Organisationen in der zweiten Hälfte des 19. Jahrhunderts durch die Gründung zahlreicher Verwaltungsunionen. Zu den bedeutendsten dieser sog. Internationalen Ämter zählen die Internationale Fernmeldeunion von 1865 und der Weltpostverein von 1874. Auch diese beiden Organisationen existieren bis heute weitgehend unverändert fort.
Bis zum Ersten Weltkrieg beschränkten sich die Internationalen Organisationen in der Regel auf eine Überwachung der vertraglichen Verpflichtungen ihrer Mitgliedstaaten sowie eine Koordination der Zusammenarbeit der jeweiligen nationalen Verwaltungen. Mit dem 1919 gegründeten Völkerbund gingen die Staaten einen entscheidenden Schritt weiter, indem sie eine Organisation schufen, die über Zuständigkeiten verfügte, die weit umfassender waren als bei jeder anderen damaligen Einrichtung. Diese beschränkten sich nicht auf schlichte Verwaltungsaufgaben der Staaten, sondern beinhalteten insbesondere Mechanismen zur Friedenssicherung und Konfliktlösung. Auch wenn diese Mechanismen nach heutigen Maßstäben vergleichsweise schwach ausgeprägt waren und auch schon damals Organisationen existierten, die sich mit Einzelaspekten der Friedenssicherung beschäftigten – wie zum Beispiel der Ständige Schiedshof (PCA) von 1899 –, so war die Kumulation der Zuständigkeiten in einer einzigen Organisation ein Novum.
Die 1945 gegründeten Vereinten Nationen (UN) setzten den Gedanken des Völkerbunds fort. Ihre Gründungsstaaten vertraten den Anspruch, den Schwächen des Völkerbunds in Struktur und Befugnissen – die nach vielfach geäußerter Sicht nicht geeignet waren, den Zweiten Weltkrieg zu verhindern – Rechnung getragen zu haben. Ob diese Einschätzung zutrifft, wird sich wohl kaum jemals abschließend beurteilen lassen. Heute stellen die Vereinten Nationen den Prototyp einer jeden Internationalen Organisation dar.

## Gründung
Internationale Organisationen werden durch mindestens zwei Völkerrechtssubjekte ins Leben gerufen. Diese sind überwiegend Staaten, können aber auch z. B. andere Organisationen sein.

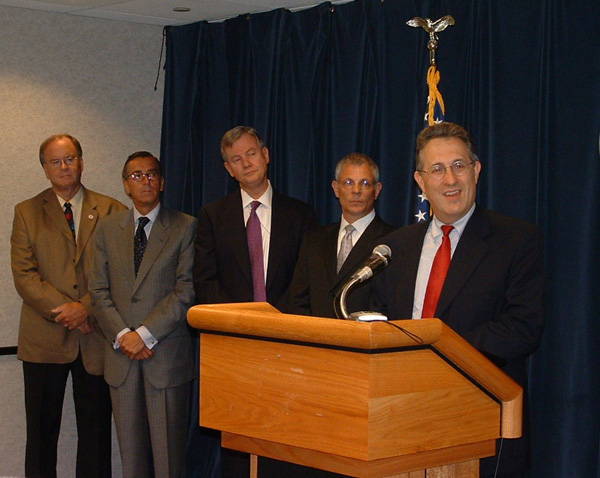
Die USA erklären ihren Beitritt zur Internationalen Kaffeeorganisation und binden sich damit an den Gründungsvertrag auch ohne Unterschrift.

Regelmäßig beruhen sie auf völkerrechtlichen Verträgen. Diese Gründungsverträge – häufig als Charta oder Satzung bezeichnet – werden in der überwiegenden Zahl der Fälle auf Staatenkonferenzen erarbeitet, an denen eigens hierfür berufene Staatenvertreter teilnehmen. Sie legen insbesondere Namen und Sitz der Organisationen, ihre Aufgaben, die ihr zu ihrer Aufgabenerfüllung zustehenden Kompetenzen, ihre inneren Organstrukturen, die Arbeitsweise, die Finanzierung, die Vorrechte und Immunitäten ihrer Mitarbeiter, das Inkrafttreten der Gründungsverträge sowie die Möglichkeiten des Austritts der Mitglieder, der Änderung der Verträge und der Auflösung der Organisationen fest.
Neben dem Vertragsschluss existieren noch andere Formen der Gründung einer Internationalen Organisation. So können sie sich auch aus einer Staatenpraxis heraus entwickeln. Als Beispiel ist hier insbesondere die Organisation für Sicherheit und Zusammenarbeit in Europa (OSZE) zu nennen. Und auch die Europäische Union (EU) wurde bereits vor Inkrafttreten des Vertrags von Lissabon von einem Teil des Schrifttums als Internationale Organisation anerkannt.
Als eine weitere Variante der Gründungsmöglichkeiten ist Interpol zu nennen. Diese Organisation wurde 1956 durch eine Änderung der Statuten ihrer Vorgängerorganisation – der Internationalen Kriminalpolizeilichen Kommission – gegründet. Beschließende Mitglieder waren hierbei die Polizeidienststellen ihrer Heimatstaaten. Schließlich ist noch auf den Nordischen Rat hinzuweisen, der 1952 durch Beschlüsse der Parlamente seiner Mitgliedstaaten entstanden ist.
Gemeinsames Moment aller Gründungsakte ist eine übereinstimmende Willensäußerung von Völkerrechtssubjekten, also insbesondere von Staaten. Welches staatliche Organ diesen Willen nach außen betätigt, ist unerheblich, solange sich der Wille auf ein völkerrechtlich vertretungsbefugtes Organ zurückführen lässt. Sowohl spezielle Staatenvertreter als auch Parlamente und Polizeidienststellen sind insoweit geeignet, als entsprechend bevollmächtigte Organe aufzutreten.
Da an der Entstehung der Internationalen Organisationen immer auch Völkerrechtssubjekte beteiligt sind, handelt es sich bei dem Internationalen Komitee vom Roten Kreuz (IKRK) um keine solche Organisation. Das IKRK wurde von Privatpersonen als Verein nach Schweizer Recht gegründet. Es gilt allerdings als ein nichtstaatliches Völkerrechtssubjekt; insoweit ist es den meisten Internationalen Organisationen zumindest ähnlich, wenngleich sein diesbezüglicher Status ganz ausnahmsweise originärer und nicht gekorener Natur ist. Ähnlich verhält es sich mit dem Malteserorden, der ebenfalls als Völkerrechtssubjekt gilt, ohne von Völkerrechtssubjekten gegründet worden zu sein; sein diesbezüglicher Status ist allein historisch bedingt.

## Aufgaben, Wirkungskreis und Befugnisse
In der Völkerrechtswissenschaft haben sich drei Klassifizierungen der Internationalen Organisationen durchgesetzt: nach Aufgaben, nach Wirkungskreis und nach ihren Befugnissen.

### Klassifizierung nach Aufgaben
- Eine generelle Zuständigkeit ist eher selten. Die Vereinten Nationen sind derzeit die wohl einzige derartige Organisation, wenngleich z. B. die Europäische Union (EU) und der Verband Südostasiatischer Nationen (ASEAN) ebenfalls über umfassende Zuständigkeiten verfügen.
- Sicherheitspolitische Organisationen widmen sich der Verhinderung von Krieg und damit der Gewährleistung der Grundvoraussetzung für Frieden. Sie verfolgen hierbei eine umfassende und langfristige Strategie. Daneben übernehmen sie aber in erheblichem Maße weitergehende Funktionen wie die Bekämpfung der Armut, Förderung der Menschenrechte, langfristige Stabilisierung von Regionen nach Konflikten und Neu- bzw. Wiederaufbau lokaler Verwaltungsstrukturen. Die Vereinten Nationen, die Organisation für Sicherheit und Zusammenarbeit in Europa und die Afrikanische Union (AU) sind solche Friedensorganisationen. Ebenfalls hier zu nennen sind solche Organisationen, die sich der Abrüstung verschrieben haben, so z. B. die Vorbereitungskommission für die Organisation des Vertrags über das umfassende Verbot von Nuklearversuchen (CTBTO Preparatory Commission) und die Organisation für das Verbot chemischer Waffen.
- Verteidigungsbündnisse wie die Organisation des Nordatlantikvertrags und die Organisation des Vertrags über kollektive Sicherheit garantieren ihren Mitgliedern militärische Sicherheit, z. B. durch gegenseitige Beistandsverpflichtungen oder spezielle Mechanismen zur Konfliktlösung.
- Organisationen mit wirtschaftspolitischen Aufgaben stellen die größte Zahl der Internationalen Organisationen. Die wohl bedeutendste von ihnen ist die Welthandelsorganisation. Auf allen Kontinenten haben die Staaten überdies regionale Wirtschaftsorganisationen geschaffen, in Europa z. B. die EU, in Südamerika den Mercosur und in Afrika die Westafrikanische Wirtschaftsgemeinschaft (ECOWAS). Hierzu zählen auch die Organisationen der Weltbankgruppe und die regionalen Finanzinstitutionen[10] sowie die internationalen Rohstoffkartelle.[11]
- Organisationen mit sozialen, wissenschaftlichen und kulturellen Aufgaben sind z. B. die Organisation der Vereinten Nationen für Erziehung, Wissenschaft und Kultur, die European Organisation for the Safety of Air Navigation (EUROCONTROL), das Europäische Laboratorium für Molekularbiologie, die Europäische Organisation für Kernforschung und die Internationale ITER-Fusionsenergieorganisation für die gemeinsame Durchführung des ITER-Projekts.
- Zunehmende Bedeutung erlangen solche Organisationen, die allein mit rechtsprechenden Aufgaben betraut sind. Dies sind insbesondere der Internationale Seegerichtshof (ISGH) und der Internationale Strafgerichtshof. Der Internationale Gerichtshof ist keine solche Organisation, da er ein Hauptorgan und damit einen integralen Bestandteil der Vereinten Nationen darstellt; die beiden Tribunale für das ehemalige Jugoslawien (ICTY) und für Ruanda (ICTR) sind Nebenorgane des Sicherheitsrats der Vereinten Nationen.

### Klassifizierung nach Wirkungskreis
- Organisationen mit einem räumlich nicht begrenzten Wirkungsbereich agieren potentiell weltweit. Solche universellen Organisationen stehen allen Staaten offen. Dies sind insbesondere die Vereinten Nationen und alle ihre Sonderorganisationen.
- In der Regel sind die Mitgliedschaften der Organisationen jedoch regional begrenzt. So sind sie wie im Falle der Afrikanischen Union und der Organisation Amerikanischer Staaten häufig auf Kontinente zugeschnitten, beschränken sich aber auch auf kleinere Gebiete, wie z. B. die Europäische Freihandelsassoziation. Es sind auch Organisationen denkbar, die allein innerhalb nationaler Grenzen tätig sind, z. B. als Verwaltungsorganisationen für ein von einer Grenze umschlossenes Territorium, einen Flusslauf[12] bzw. Kanal oder ein Hafenbecken. Die zahlreichen regionalen Fischereiorganisationen[13] agieren überwiegend auch außerhalb der nationalen Hoheitsgebiete.

### Klassifizierung nach Befugnissen
Weiterhin lassen sich die Internationalen Organisationen nach der Art der ihnen gegenüber ihren Mitgliedstaaten zustehenden Befugnisse unterscheiden:
- Der weitaus größte Teil der Organisationen übt eine allein koordinierende Funktion zwischen den Mitgliedern aus. Solche Organisationen sind damit letztlich nur eine institutionalisierte Form der zwischenstaatlichen Zusammenarbeit, die auch im Konferenzwege bewältigt werden könnte.
- Manche Organisationen sind berechtigt, ihre Mitglieder ihnen gegenüber und untereinander zu verpflichten, so z. B. die Vereinten Nationen aufgrund der Pflicht ihrer Mitgliedstaaten, die Resolutionen des Sicherheitsrats umzusetzen.
- Einige wenige Organisationen sind jedoch auch imstande, unmittelbar in ihren Mitgliedstaaten geltendes Recht zu erzeugen. Solche subordinierenden Organisationen werden auch als supranationale Organisationen bezeichnet. Prominentestes Beispiel ist hier die Europäische Union, aber auch andere Organisationen wie die Westafrikanische Wirtschaftsgemeinschaft, der Europäische Wirtschaftsraum und die Andengemeinschaft sind – wenn auch in weit geringerem Umfang – zu solchen Maßnahmen befugt.

Darüber hinaus impliziert der Begriff der Internationalen Nichtregierungsorganisation eine Unterscheidung zwischen staatlichen und zivilgesellschaftlichen Internationalen Organisationen.

## Organisationsstruktur
So verschiedenartig die Aufgabenbereiche der Internationalen Organisationen auch sein mögen, verfügen sie doch über einen weitestgehend vergleichbaren strukturellen Aufbau. Strukturbildend ist hierbei die Gliederung in Organe. Zwar ist rechtlich ein einzelnes Organ ausreichend, aber regelmäßig sind mindestens zwei Organe vorgesehen: eine Versammlung, in der die Mitglieder der Organisation vertreten sind, sowie ein Sekretariat zur Erledigung der administrativen Tätigkeiten.
Die Versammlung fungiert als Hauptbeschlussorgan und legt die Maßnahmen zur Umsetzung der Organisationsziele fest; das Sekretariat führt diese Maßnahmen dann aus. Dem Sekretariat steht in der Regel ein Direktor oder Generalsekretär vor, der intern die oberste Weisungsbefugnis innehat und die Organisation nach außen vertritt. Um die Versammlung zu entlasten und eine Spezialisierung zu ermöglichen, werden bestimmte Themenbereiche häufig von Spezialorganen behandelt. Entweder werden diese bereits durch die Gründungsverträge errichtet oder von den Hauptorganen der Organisation später als Nebenorgane einem bestimmten Organisationsbereich zugewiesen. Viele Internationale Organisationen verfügen darüber hinaus über ein rechtsprechendes Organ, das in Dienstrechtsangelegenheiten oder bei Streitigkeiten zwischen Mitgliedern oder Organen über Auslegung oder Anwendung des Gründungsvertrags entscheidet.
Eine in struktureller Hinsicht besondere Internationale Organisation ist die Nordatlantikpakt-Organisation. Der Nordatlantikvertrag sieht in seinem Artikel 9 die Errichtung eines Nordatlantikrats vor, sodass insofern eine Organisation mit dem Namen NATO gar nicht existiert. Doch schon von Beginn der Arbeit des Rats an wurde großzügig von einer Organisation mit dem Rat an der Spitze gesprochen. Im Laufe der Jahre gründete der Rat eine Vielzahl von Unterorganen, und es wurde ihm ein Sekretariat beigeordnet, was zur heutigen organisatorischen Erscheinung der NATO führte.

## Rechtsstellung

### Rechtsfähigkeit
Internationale Organisationen sind körperschaftliche Gebilde und als solche von ihren Gründungssubjekten verschieden und ihnen gegenüber rechtlich verselbständigt. Sie sind Träger von eigenen Rechten und Pflichten und damit Rechtssubjekte. Einfache Kooperationen zwischen den Staaten – wie etwa in Form der G7 oder der G 77 – erfüllen diese Voraussetzung nicht, wenngleich sie häufig ebenfalls als Internationale Organisationen bezeichnet werden, da auch sie über einen institutionellen Rahmen verfügen können.
Die Rechtssubjektivität der Internationalen Organisationen haftet ihnen weder im nationalen Recht noch im Völkerrecht von sich aus an. Voraussetzung ist eine Verleihung der Rechtssubjektivität durch die Mitglieder. Diese Verleihung erfolgt entweder explizit durch Statusklauseln im Gründungsvertrag oder implizit durch die Anerkennung entsprechender Implied Powers, die in den Vertrag hineingelesen werden.
Die überwiegende Zahl der Gründungsverträge verpflichtet die Mitgliedstaaten, der jeweiligen Organisation die nationale Rechtspersönlichkeit zuzuerkennen, die für ihre Aufgabenwahrnehmung erforderlich ist. Z. B. lautet Artikel 104 der Charta der Vereinten Nationen: „Die Organisation genießt im Hoheitsgebiet jedes Mitglieds die Rechts- und Geschäftsfähigkeit, die zur Wahrnehmung ihrer Aufgaben und zur Verwirklichung ihrer Ziele erforderlich ist“. Aufgrund der Beschränkung der Rechtspersönlichkeit auf die Funktionen der Organisationen spricht man hier von einer funktionellen Rechtspersönlichkeit. Vereinzelt wird Internationalen Organisationen auch eine unbeschränkte absolute Rechtspersönlichkeit verliehen. In ihren Mitgliedstaaten werden die Organisationen regelmäßig als Körperschaften des öffentlichen Rechts oder einem vergleichbaren Status entsprechend behandelt.
Von der nationalen Rechtspersönlichkeit der Organisationen verschieden ist ihre Rechtsfähigkeit auf internationaler Ebene, also die Völkerrechtssubjektivität. Ob es sich hierbei um ein konstitutives Element der Internationalen Organisationen handelt, ob es also völkerrechtliche Internationale Organisationen ohne Völkerrechtssubjektivität geben kann, ist umstritten. Die jeweiligen Gründungsverträge verleihen den Organisationen bisweilen explizit – wie z. B. im Falle der Shanghaier Organisation für Zusammenarbeit – die Völkerrechtspersönlichkeit, treffen ganz überwiegend jedoch gar keine Aussage hierzu. Hieraus e contrario den Schluss zu ziehen, eine solche Rechtspersönlichkeit käme der Organisation nicht zu, ist indes unzulässig; vielmehr bedarf es einer entsprechenden Würdigung der Gesamtheit der Organisationsaufgaben. Die UN-Charta beispielsweise enthält keine Aussage über die Völkerrechtsfähigkeit der Vereinten Nationen, und dennoch hat der Internationale Gerichtshof diese in seinem Reparation-Gutachten vom 11. April 1949 als notwendige Voraussetzung für eine effektive Aufgabenwahrnehmung der UNO angesehen. Überwiegend kommt Internationalen Organisationen Völkerrechtssubjektivität zu. Bisweilen wird sie aber auch verneint. So sollte z. B. bei der früheren Benelux-Wirtschaftsunion die nationale Rechtsfähigkeit zur Verwirklichung der Organisationsziele ausreichen.

### Anerkennung durch Nichtmitglieder
Die nationale und internationale Rechtspersönlichkeit wirkt zunächst nur in den und gegen die Mitgliedstaaten. Für Nichtmitglieder stellen Statusklauseln und Implied Powers ihnen gegenüber nicht wirksame und damit gegenstandslose Vereinbarungen Dritter (res inter alios acta) dar. Insofern kann kein Nichtmitglied verpflichtet werden, z. B. die Übertragung von Handelskompetenzen auf eine Organisation anzuerkennen und sich in Handelsfragen fortan nicht mehr an die Mitgliedstaaten zu wenden oder z. B. einer Organisation den Erwerb von Grund und Boden im eigenen Land zu gestatten.
Die Rechtspersönlichkeit der Internationalen Organisationen wird gegenüber Nichtmitgliedern erst dann wirksam, wenn diese die Organisationen rechtlich anerkennen. Hierbei ist erneut zwischen nationaler und internationaler Rechtspersönlichkeit der Organisationen zu unterscheiden. Die völkerrechtliche Anerkennung hat – anders als die Anerkennung der Staaten – konstitutive Wirkung. Insbesondere für Staaten, die sich einer Organisation gegenüber neutral verhalten, bietet sich durch die Anerkennung die Möglichkeit, in gewisse Beziehungen zu der Organisation zu treten, ohne sich jedoch an ihre internen Regeln binden zu müssen. Die Anerkennung als Rechtssubjekt einer fremden nationalen Rechtsordnung erfolgt in der Regel gemäß den jeweiligen nationalen Vorschriften über das Internationale Privatrecht. Der Akt der Anerkennung kann ausdrücklich (z. B. durch entsprechende Note) oder konkludent (z. B. durch Vertragsschluss) erfolgen.
Nach einer wohl im Vordringen befindlichen Meinung kommt nicht nur den Vereinten Nationen, sondern auch zahlreichen anderen – wenn nicht sogar allen – Internationalen Organisationen eine objektive Rechtspersönlichkeit zu, ohne dass es einer gesonderten Anerkennung durch Nichtmitglieder bedarf.

### Besondere Vorrechte
Internationale Organisationen genießen in der Regel eine Vielzahl von Vorrechten und Immunitäten in ihren Mitgliedstaaten, insbesondere Befreiung von Steuern und Abgaben, Befreiung von der Gerichtsbarkeit und Befreiung von jeder Form der Vollstreckung in ihr Vermögen. Dies betrifft sowohl die Organisation selbst als auch ihre Bediensteten und meist auch ihre Sachverständigen. Vorrechte und Immunitäten werden regelmäßig in den Gründungsverträgen der Organisationen nur kurz erwähnt und dann in separaten Abkommen ausführlich geregelt. Mitunter fehlt aber auch jeglicher Hinweis auf diese Sonderrechte. Der Vertrag über die Energiecharta bspw. erteilt der Konferenz der Vertragsparteien lediglich das Mandat, Regelungen über Vorrechte und Immunitäten des Sekretariats zu treffen, ohne aber auf diese selbst einzugehen. Bisher ist es zu solchen Regelungen für das Energiecharta-Sekretariat noch nicht gekommen, sodass es an einer expliziten Behandlung der Materie mangelt. Es findet daher entsprechendes – wenn auch nur schwer feststellbares – Völkergewohnheitsrecht Anwendung.
Die Jurisdiktionsimmunität beschränkt sich überwiegend auf solche Immunitäten, die erforderlich sind, um der Organisation die Wahrnehmung ihrer Funktionen zu ermöglichen. Es handelt sich um funktionelle Immunitäten. Handlungen der Bediensteten sind folglich nur dann geschützt, wenn sie offizieller Natur sind. Allerdings sind für die Spitze der Organisationen, also z. B. den Direktor bzw. Generalsekretär und die oberste Führungsriege, häufig weitergehende Immunitäten vorgesehen, die neben den offiziellen Handlungen auch private Handlungen der betreffenden Personen und ihrer engsten Familienmitglieder umfassen; diese Immunitäten entsprechen sodann den Immunitäten, die den Diplomaten im zwischenstaatlichen Verkehr zukommen.

### Haftung
Als Rechtssubjekte sind Internationale Organisationen grundsätzlich den jeweiligen Rechtsordnungen unterworfen, in denen sie verkehren. Dies betrifft zum einen das nationale Recht der Staaten und zum anderen das Völkerrecht. Werden sie von diesen Rechtsordnungen verpflichtet, so haben sie diesen Verpflichtungen – wie alle anderen Rechtssubjekte auch – materiellrechtlich nachzukommen.
Eine völkerrechtliche Haftung der Internationalen Organisationen wird durch ein entsprechendes Delikt begründet. Dies kann z. B. eine Nichterfüllung ihrer völkervertraglichen Verpflichtungen sein. Auf der Ebene der nationalen Rechtsordnungen hingegen können sich Haftungsgründe insbesondere aus den privatrechtlichen Aktivitäten der Organisationen ergeben, also z. B. aus der Anmietung von Räumlichkeiten, dem Kauf von Büromaterialien, der Verursachung eines Verkehrsunfalls usw. Insoweit stellen sich im Zusammenhang mit Internationalen Organisationen keine besonderen haftungsrechtlichen Probleme.
Ob sich eine haftungsrechtliche Verpflichtung der Organisationen aber auch tatsächlich durchsetzen lässt, ist eine von der Haftungsbegründung unabhängige und mithin separat zu beantwortende Frage. Auf der Ebene des Völkerrechts besteht in der Regel keine Möglichkeit, Internationale Organisationen gerichtlich haftbar zu machen, da es ihnen zumeist an der Parteifähigkeit vor internationalen Gerichten fehlt. So ist es z. B. allein den Staaten möglich, vor dem Internationalen Gerichtshof als Partei aufzutreten.
Auf der Ebene der nationalen Rechtsordnungen scheitert eine Haftbarmachung regelmäßig an den Immunitäten, die die Internationalen Organisationen genießen. Hierdurch ist z. B. privaten Gläubigern der Organisationen der Gang zum Gericht verwehrt, da die Immunitäten ein von Amts wegen zu beachtendes Verfahrenshindernis darstellen. Zwar können die Organisationen auf ihre Immunität auch verzichten, doch wird von dieser Möglichkeit nur sehr restriktiv Gebrauch gemacht. Halten sie ihre Immunität aufrecht, so sind sie allerdings verpflichtet, ihren Gläubigern auf andere Weise als durch ein Verfahren vor einem nationalen Gericht zu ihrem Recht zu verhelfen. Wichtigste Instrumente sind hierbei die Verhandlung mit dem Gläubiger sowie die Unterwerfung unter Schiedsgerichte, welche überwiegend die UNCITRAL-Regeln anwenden.
Dass sich die Gläubiger nicht an nationale Gerichte wenden können, wird mitunter als eine Verletzung des völkerrechtlich geschützten Justizgewähranspruchs angesehen. Zahlreiche nationale Gerichte sind daher inzwischen dazu übergegangen, die Immunitätsregeln dann nicht anzuwenden, wenn die Organisation keine andere Form des Rechtsschutzes bereitstellt, der elementare Anforderungen an Fairness, Transparenz und Effektivität erfüllt.
Eine der am heftigsten umstrittenen Fragen des Rechts der Internationalen Organisationen ist, ob und inwieweit die Mitgliedstaaten der Organisationen für deren Verpflichtungen einzustehen haben. Diese Frage wird insbesondere dann relevant, wenn eine Internationale Organisation über keine ausreichenden Finanzmittel verfügt, um ihren finanziellen Verbindlichkeiten nachzukommen. Entscheidend geprägt hat den wissenschaftlichen Diskurs der Zusammenbruch des Internationalen Zinnrats (ITC) am 24. Oktober 1985. In Ermangelung einer hinreichenden Zahl entsprechender Präzedenzfälle und aufgrund sich zum Teil erheblich widersprechender Urteile nationaler Gerichte harrt diese Problematik nach wie vor einer Lösung.

### Gesandtschaftsrecht
Internationale Organisationen genießen als Völkerrechtssubjekte – vorbehaltlich einer anders lautenden Bestimmung ihrer Gründungsverträge – das aktive und passive Gesandtschaftsrecht, das heißt, sie können Vertreter zu anderen Völkerrechtssubjekten entsenden und auch deren Vertreter akkreditieren. So unterhält die Europäische Union (EU) diplomatische Beziehungen mit allen Staaten und zahlreichen anderen Internationalen Organisationen. Die Aufgaben und Befugnisse der Vertreter von und bei Internationalen Organisationen entsprechen weitgehend denjenigen, die für den diplomatischen Verkehr zwischen den Staaten entwickelt wurden. Auch genießen sie in der Regel die gleichen protokollarischen Ehren.

## Auflösung
Internationale Organisationen werden überwiegend durch entsprechenden Beschluss ihrer Mitglieder aufgelöst. Dabei können die Organisationsaufgaben in einer neuen Organisation unmittelbar fortgesetzt werden, wie dies z. B. mit der Auflösung der Europäischen Gemeinschaft (EG) infolge des Inkrafttretens des Vertrags von Lissabon und dem Übergang ihrer Befugnisse auf ihre Nachfolgeorganisation (EU) erfolgte. Eine nur schrittweise Übertragung von Aufgaben lässt hingegen beide Organisationen zeitweise parallel bestehen. Z. B. hat sich der Völkerbund im April 1946 aufgelöst, doch nahmen die UN mit dem Inkrafttreten der Charta im Oktober 1945 bereits ein halbes Jahr vorher ihre Arbeit auf. Im Rahmen des Übergangs von der Organisation für Afrikanische Einheit (OAU) zur Afrikanischen Union (AU) sah der Gründungsvertrag der AU die parallele Existenz beider Organisationen für ein Jahr vor, um der OAU ausreichende Zeit zur Übertragung ihrer Angelegenheiten auf die AU zu geben. Auch der ersatzlose Wegfall der Organisation und ihrer Aufgaben ist denkbar. So sind die auf den Warschauer Pakt übertragenen Kompetenzen nach Auflösung der Organisation im Jahr 1991 vollständig an seine Mitglieder zurückgefallen.
Die Möglichkeit der Auflösung im Wege eines Beschlusses muss nicht zwingend im Gründungsvertrag erwähnt sein. Die EG beispielsweise war – formal betrachtet – auf ewig angelegt, und doch wurde sie im Zeitpunkt des Inkrafttretens des Vertrags von Lissabon aufgelöst.
Ferner werden Organisationen durch einen entsprechenden Automatismus in ihren Gründungsverträgen oder zusätzlichen Abkommen der Mitgliedstaaten beendet. Diese können z. B. das Erreichen eines bestimmten Termins als Beendigungstatbestand festlegen. Ein Beispiel hierfür ist die Europäische Gemeinschaft für Kohle und Stahl (EGKS), die mit Ablauf des 23. Juli 2002 aufhörte zu existieren – exakt fünfzig Jahre nach dem Inkrafttreten ihres Gründungsvertrags. Ferner können die Verträge die Beendigung der Organisation bei Unterschreiten einer Mindestzahl an Mitgliedern vorsehen. Dementsprechend löst sich die Europäische Weltraumorganisation (ESA) bei einem Mitgliederbestand von weniger als fünf auf, wenngleich sie für die Dauer des Liquidationsvorgangs noch bestehen bleibt.
Weiterhin kann sich eine Internationale Organisation durch langfristige Inaktivität auflösen. Erforderlich ist hierfür der Wille der Mitgliedstaaten, an den entsprechenden Gründungsvertrag nicht länger gebunden zu sein. Auch der Wegfall aller Mitglieder durch Austritt, Ausschluss oder Untergang beendet die von ihnen gegründete Organisation, doch hat dieser Tatbestand bisher noch keine praktische Anwendung erfahren.

## Politische Dimension
Eine politische Bilanz der Internationalen Organisationen zu ziehen, ist so unmöglich, wie ihr Aufgabenspektrum vielfältig ist. Insoweit erfordern definitive Aussagen eine Untersuchung jeder einzelnen Organisation für sich. Aber dennoch lassen sich zwei divergierende Strömungen innerhalb des Gesamtphänomens der Internationalen Organisationen ausmachen. Hierfür gilt es, zwischen den technisch-administrativen und den politisch-wirtschaftlichen Aufgaben der Organisationen zu unterscheiden, mag die Grenze bisweilen auch mitten durch einzelne Organisationen hindurchgehen.
Technisch-administrative Organisationen spielen auf der Bühne der Weltpolitik kaum eine signifikante Rolle. Zwar sind ihre Tätigkeiten eng verzahnt mit den jeweils zuständigen nationalen Stellen, doch können sie ihre Aufgaben in der Regel ideologiefrei bewältigen. Im Gegensatz hierzu stehen die politisch-wirtschaftlichen Organisationen. Von jeher sind sie Schauplatz diplomatischer Scharmützel. Die Staaten begreifen diese Organisationen oftmals als Mittel zur Durchsetzung einzelstaatlicher Interessen und scheuen nicht davor zurück, sich über den multilateralen Charakter der Organisationen hinwegzusetzen.
Die Arbeit gerade der politischen Organisationen wird oftmals als langsam und ineffektiv wahrgenommen. Auch wird ihnen zunehmend vorgeworfen, die Handlungsfreiheiten der Staaten in nicht hinnehmbarer Weise einzuschränken, sich in interne Angelegenheiten einzumischen und durch die anfallenden Beitragszahlungen die nationalstaatlichen Haushalte übermäßig zu belasten.
Die zumeist formale Gleichstellung der Mitgliedstaaten in den Organen der Organisationen spiegelt zum einen zwar die völkerrechtliche Gleichrangigkeit der Staaten wider und bedeutet damit einen gewaltigen Schritt weg vom überkommenen Recht des Stärkeren, macht die Organisationen aber gleichzeitig anfällig für einzelstaatliche Missbräuche. So können Beschlüsse, die Einstimmigkeit erfordern, nach Belieben verhindert werden, wodurch die Organisationen Angriffsfläche für den Vorwurf der Beschlussunfähigkeit bieten. Auch können sich wirtschaftlich starke Staaten die Stimmen schwacher Staaten erkaufen oder gar erpressen und so eine Entscheidung in ihrem Sinne herbeiführen. Taktische Wechsel der Staatenvertreter erschweren den Aufbau einer für einen reibungslosen Arbeitsablauf unentbehrlichen Vertrauensbasis. Sitzstaaten nehmen durch die Androhung der Besteuerung der Gehälter, der Begrenzung des Schutzes diplomatischer Kuriersendungen oder durch vorgeschobene Sicherheitsmaßnahmen oftmals gezielten Einfluss auf das Sekretariatspersonal, das allein der Organisation verpflichtet ist.
Derlei Verhalten untergräbt die Wirksamkeit und Autorität der Organisationen und konterkariert ihre Ziele. Letztlich ist dies aber keine Schwäche der Internationalen Organisationen an sich, sondern des internationalen Systems als Ganzem. Machtstreben und Geltungssucht sind Eigenschaften von Staaten, solange Menschen Staaten regieren. Gerade in den beiden Regionen der Erde, die die höchste Dichte an organisatorischer Verbindung hervorgebracht haben, nämlich Europa und Nordamerika, ist seit dem Ende des Ost-West-Konflikts eine zunehmende Rückorientierung auf staatliche Handlungsinstrumentarien als Mittel der internationalen Politik zu beobachten. Dies muss nicht notwendigerweise einen Rückzug aus Internationalen Organisationen bedeuten, sondern kann sich z. B. in strukturellen Veränderungen der Organisationen, durch die den einzelstaatlichen Interessen wieder größeres Gewicht zukommt, manifestieren. Die Gründe hierfür sind vielfältig, doch scheint sich die Erkenntnis durchzusetzen, dass zum gegenwärtigen Stand staatlicher Interaktion eine sich stetig steigernde Anspruchshaltung gegenüber politischen und wirtschaftlichen Organisationen diese überfrachtet und letztlich zum Scheitern verurteilt. Nur die ausgewogene Verteilung von Aufgaben und Verantwortung zwischen Staaten und Internationalen Organisationen ist eine für die internationale Gemeinschaft auf Dauer befriedigende Lösung.

## Symbolik
Fast alle Internationalen Organisationen identifizieren sich mit Symbolen. Dies sind regelmäßig Flaggen und Logos, aber auch Hymnen; so ist z. B. eine Instrumentalversion des Hauptthemas des letzten Satzes aus Beethovens 9. Sinfonie die Hymne des Europarats und der Europäischen Union.
Nur sehr selten legen die Gründungsdokumente der Organisationen ihre Symbole fest. Ein Beispiel hierfür ist die ASEAN-Charta, die Identität, Motto, Flagge, Emblem, Feiertag und Hymne der Organisation bestimmt. Ganz überwiegend jedoch entscheidet das Sekretariat oder ein Exekutivorgan über Annahme und Gestaltung der Symbole. Die Befugnis hierfür folgt entweder aus einer vertraglichen Bestimmung oder aus der Anerkennung entsprechender Implied Powers.

Internationale Zivilluftfahrtorganisation (ICAO)
Internationale Zivilschutzorganisation (ICDO)
Internationaler Strafgerichtshof (IStGH)

## Abgrenzung zu internationalen nichtstaatlichen Organisationen
Auch die internationalen nichtstaatlichen Organisationen werden als Internationale Organisationen bezeichnet. Um Verwechslungen zu vermeiden, wird regelmäßig gesondert auf deren Status als INGOs (englisch: International Nongovernmental Organizations) hingewiesen. Die entsprechende Abkürzung IGOs (englisch: Intergovernmental Organizations) für die staatlichen Internationalen Organisationen hat sich nicht in dem gleichen Maße etabliert und wird zumeist nur in Abgrenzung zu den INGOs verwendet.
Im Unterschied zu den staatlichen Internationalen Organisationen handelt es sich bei den internationalen nichtstaatlichen Organisationen um private Vereinigungen, die allein dem nationalen Recht ihres Heimatstaats unterworfen sind. Ihre Rechtsform ist in der Regel die eines privatrechtlichen Vereins. Sie genießen keinerlei Vorrechte und Immunitäten in ihren Heimatstaaten, und ihre mit Völkerrechtssubjekten geschlossenen Verträge unterliegen nicht dem Völkervertragsrecht. Überwiegend verfolgen INGOs humanitäre und sonstige nichtwirtschaftliche Ziele. Zahlreiche staatliche Internationale Organisationen verleihen nationalen wie internationalen NGOs einen Beraterstatus und gewähren ihnen damit Zugang zu ihren Gremien, um sich ihre oftmals hoch spezialisierten und aktuellen Sachkenntnisse zu Nutze zu machen.
Bislang ist es nahezu einhellige Ansicht, dass es den nichtstaatlichen Internationalen Organisationen grundsätzlich nicht möglich ist, den Status eines Völkerrechtssubjekts zu erlangen. In der jüngeren Völkerrechtsentwicklung sind jedoch Tendenzen zu beobachten, die ein Aufweichen dieser klassischen Unterscheidung zu den staatlichen Internationalen Organisationen bedeuten könnten. So hat der IGH in seinem LaGrand-Urteil vom 27. Juni 2001 Individuen ausdrücklich eine partielle Völkerrechtssubjektivität zugebilligt. Nach Auffassung des Special Rapporteurs der International Law Commission (ILC), Giorgio Gaja, sind keine sachlichen Gründe gegen einen vergleichbaren Status der INGOs ersichtlich. Widerstände hiergegen sind in erster Linie von den Staaten zu erwarten, die befürchten, dass ein Völkerrechtsstatus der INGOs mit einem Kontrollverlust gegenüber diesen einhergeht.

## Bedeutende zwischenstaatliche Organisationen
- Vereinte Nationen
  - Weltgesundheitsorganisation (WHO)
  - Internationaler Währungsfonds
  - Internationale Atomenergie-Organisation
  - UNICEF (Kinderhilfswerk der Vereinten Nationen)
- Welthandelsorganisation
- Europäische Union
- Afrikanische Union
- Weltbank
- Europäische Weltraumorganisation (ESA)
- NATO
- BRICS
- Organisation für wirtschaftliche Zusammenarbeit und Entwicklung (OECD)